# Robert Cox
Robert Cox (Maastricht, 13 juli 1958) is een Nederlands oud-profvoetballer.
Cox kwam als middenvelder uit voor andere Helmond Sport, FC VVV en MVV. Daarna ging hij samen met Cees Schapendonk en Wim Rijsbergen naar Seiko in Hong Kong waarna hij bij terugkomst in Nederkand nog een aantal jaren voor KVK Wellen  speelde.  Hij is de vader van voetbalster Bibi Cox die in de Eredivisie vrouwenvoetbal actief is geweest bij Sc Heerenveen en VVV-Venlo

## Overzicht clubs
| Seizoen   | Club           | Land      | Competitie     | Duels | Goals |
| --------- | -------------- | --------- | -------------- | ----- | ----- |
| 1980/81   | RCS Verviétois | België    | Tweede klasse  | 4     | 2     |
| 1980/81   | Helmond Sport  | Nederland | Eerste divisie | 32    | 4     |
| 1981/82   | Helmond Sport  | Nederland | Eerste divisie | 34    | 13    |
| 1982/83   | Helmond Sport  | Nederland | Eredivisie     | 29    | 2     |
| 1983/84   | → FC VVV       | Nederland | Eerste divisie | 14    | 4     |
| 1984/85   | Helmond Sport  | Nederland | Eerste divisie | 9     | 0     |
| 1984/85   | → MVV          | Nederland | Eredivisie     | 6     | 0     |
| → 1985/86 | → Seiko        | Hong Kong | Ligue 1        | 14    | 4     |
| → 1986/87 | → KVK Wellen   | Belgie    | 4e nationaal   | 36    | 8     |
| → 1987/88 | → KVK Wellen   | Belgie    | 4e nationaal   | 34    | 8     |
| → 1988/89 | → KVK Wellen   | Belgie    | 4e nationaal   | 32    | 4     |
| → 1989/90 | → KVK Wellen   | Belgie    | 4e nationaal   | 14    | 2     |
| Totaal    | Totaal         | Totaal    | Totaal         | 242   | 51    |